# Colin Welland
Colin Welland (Leigh, 4 luglio 1934 – Londra, 2 novembre 2015) è stato un attore e sceneggiatore britannico.
Ha vinto l'Oscar alla migliore sceneggiatura originale nel 1982 per il film Momenti di gloria. Ha vinto un BAFTA al miglior attore non protagonista per la sua interpretazione nel film Kes.

## Filmografia parziale

### Attore
- Kes, regia di Ken Loach (1969)
- Il mascalzone (Villain), regia di Michael Tuchner (1971)
- Cane di paglia (Strawdogs), regia di Sam Peckinpah (1971)
- Spymaker - La vita segreta di Ian Fleming (Spymaker: The Secret Life of Ian Fleming), regia di Ferdinand Fairfax – film TV (1990)

### Sceneggiatore
- Yankees (Yanks), regia di John Schlesinger (1979)
- Momenti di gloria (Chariots of Fire), regia di Hugh Hudson (1981)
- Due volte nella vita (Twice in a Lifetime), regia di Bud Yorkin (1985)
- Un'arida stagione bianca (A Dry White Season), regia di Euzhan Palcy (1989)
- La guerra dei bottoni (War of the Buttons), regia di John Roberts (1994)